# Gianfranco Parolini
Gianfranco Parolini, noto anche con lo pseudonimo di Frank Kramer (Roma, 20 febbraio 1925 – Roma, 26 aprile 2018), è stato un regista e sceneggiatore italiano specializzato in film di genere e in film di serie B.

## Biografia
Attivo tra gli anni cinquanta e i settanta, la sua produzione riguardò i tipici generi commerciali in voga nel periodo: western all'italiana, peplum, film di spionaggio italiani, commedie, film di guerra. Alcuni suoi film furono interpretati da attori celebri come Lee Van Cleef, Klaus Kinski, Yul Brynner.
Scrisse oltre cento thriller prima di diventare assistente di Giuseppe Amato.

## Filmografia

### Regista
- François il contrabbandiere (1953)
- Il bacio dell'Aurora (1953)
- Sansone (1961)
- La furia di Ercole (1962)
- Anno 79 - La distruzione di Ercolano (1962)
- Il vecchio testamento (1963)
- I dieci gladiatori (1963)
- La sfida viene da Bangkok (1964)
- Gli invincibili tre (1964)
- 12 donne d'oro (1966)
- Operazione 3 gatti gialli (1966)
- Agente Jo Walker - Operazione Estremo Oriente (Kommissar X - In den Klauen des goldenen Drachen) (1966)
- 7 donne per una strage (1966)
- I fantastici 3 Supermen (1967)
- Strategic command chiama Jo Walker (1967)
- Johnny West il mancino (1967)
- Gangsters per un massacro (1968)
- ...se incontri Sartana prega per la tua morte (1968)
- 5 per l'inferno (1969)
- Ehi amico... c'è Sabata. Hai chiuso! (1969)
- Indio Black, sai che ti dico: sei un gran figlio di... (1970)
- È tornato Sabata... hai chiuso un'altra volta! (1971)
- Sotto a chi tocca! (1972)
- Questa volta ti faccio ricco! (1974)
- Noi non siamo angeli (1975)
- Diamante Lobo (1976)
- Yeti - Il gigante del 20º secolo (1977)
- Alla ricerca dell'impero sepolto (1987)

### Attore
- I dieci gladiatori (1963)

## Doppiatori
- Emilio Cigoli in I dieci gladiatori